# Hampton Fancher
Hampton Fancher (Los Angeles, 18 luglio 1938) è un attore, sceneggiatore e produttore cinematografico statunitense.
È noto per aver scritto la prima sceneggiatura del cult movie di fantascienza, Blade Runner (1982).

## Biografia
Nato da madre messicana e padre americano, all'età di 15 anni scappa in Spagna per diventare ballerino di flamenco e cambia il nome in Mario Montejo. Tornato negli Stati Uniti, inizia a lavorare come attore, per poi, sul finire degli anni settanta, diventare produttore e sceneggiatore. È stato sposato con l'attrice Sue Lyon, nota per la sua interpretazione nel film Lolita di Stanley Kubrick, del 1962. Fancher vive ora a New York.

## La sceneggiatura diBlade Runner
Dopo aver convinto Philip K. Dick ad opzionare il proprio romanzo Il cacciatore di androidi per un film, Fancher ne scrive una prima sceneggiatura ed ottiene il supporto del produttore Michael Deeley, il quale scritturerà il regista britannico Ridley Scott per la realizzazione della pellicola. Seguiranno discussioni e disaccordi tra Fancher e Scott riguardo alla sceneggiatura, cosa che spingerà Deeley a scritturare lo scrittore David Peoples per riscrivere, alla fine di una serie di versioni differenti, una nuova e definitiva sceneggiatura. Fancher abbandonerà il progetto il 21 dicembre del 1980. In seguito scriverà altre due sceneggiature: Jamaica Cop (1989) con Denzel Washington, e The killer - ritratto di un assassino (1999) con Owen Wilson per poi tornare di nuovo su Blade Runner, firmando la sceneggiatura del sequel Blade Runner 2049 realizzato dal regista Denis Villeneuve (2017).

## Filmografia

### Attore

#### Cinema
- The Brain Eaters (1958) (non accreditato)
- Vento Caldo (Parrish) (1961)
- Rome Adventure (1962)
- The Naughty Cheerleader (Mir hat es immer Spaß gemacht) (1970)
- A Window to the Sky (The Other Side of the Mountain) (1975)
- Survival (1976)
- Men's League (2005)

#### Televisione
- Dick Powell's Zane Grey Theater (titolo riedizione The Westerners) (Zane Grey Theater)
  - Deadfall (1959)
- Alcoa Presents: One Step Beyond
  - The Burning Girl (1959)
- The Rebel
  - Misfits (1959)
- Lo sceriffo indiano (Law of the Plainsman) – serie TV, episodio 1x03 (1959)
- The Lineup
  - Wake Up to Terror (1959)
- The D.A.'s Man
  - Out of Town (1959)
- Black Saddle
  - Client: Meade (1959)
  - Client: Nelson (1959)
  - Client: Reynolds (1959)
  - The Saddle (1959)
  - The Deal (1959)
  - The Killer (1960)
  - Means to an End (1960)
- Have Gun - Will Travel
  - The Misguided Father (1960)
  - Unforgiven (1959)
  - The Manhunter (1958)
- Outlaws – serie TV, episodio 1x05 (1960)
- Tate
  - Quiet After the Storm (1960)
- The Rifleman
  - The Decision (1961)
- Lawman (The Lawman)
  - Conditional Surrender (1961)
- Maverick – serie TV, episodio 4x22 (1961)
- Carovana (Stagecoach West) – serie TV, episodio 1x18 (1961)
- The Best of the Post – serie TV, episodio 1x11 (1961)
- Cheyenne
  - Incident at Dawson Flats (1961)
- La legge del Far West (Temple Houston) – serie TV, episodio 1x05 (1963)
- G.E. True – serie TV, episodio 1x18 (1963)
- 77 Sunset Strip
  - Lover's Lane (1964)
  - Reunion at Balboa (1963)
- Sotto accusa (Arrest and Trial) – serie TV, episodio 1x19 (1964)
- La grande avventura (The Great Adventure) – serie TV, episodio 1x15 (1964)
- Gli uomini della prateria (Rawhide)
  - Incident at Deadhorse: Part II (1964)
  - Incident at Deadhorse: Part I (1964)
  - Incident of the Lost Woman (1962)
- Gunsmoke
  - Bank Baby (1965)
  - The Hunger (1962)
  - Old Fool (1960)
  - Love of a Good Woman (1959)
- Perry Mason
  - The Case of the Silent Six (1965)
- The Monroes
  - Silent Night, Deadly Night (1966)
- I sentieri del west (The Road West) – serie TV, episodio 1x08 (1966)
- Bonanza - serie TV, episodio 7x33 (1966)
- Il fuggiasco
  - The 2130 (1966)
- Mannix
  - Turn Every Stone (1967)
- Daniel Boone
  - The Desperate Raid (1967)
  - Fort West Point (1967)
- Romeo und Julia 70 - mini-serie tv (1969)
- Adam-12
  - Log 12: He Was Trying to Kill Me (1969)
  - Citizens All (1972)
- Of Men and Women - film tv (1973)
- Get Christie Love
  - Get Christie Love! (1974)
- The Stranger Who Looks Like Me - film tv (1974)
- Switch
  - The Pirates of Tin Pan Alley (1976)
- Poliziotto di quartiere (The Blue Knight)
  - Bull's Eye (1976)
- Police Story
  - One of Our Cops Is Crazy (1977)
- Last of the Good Guys - film tv (1978) (non accreditato)

### Regista
- The Killer - Ritratto di un assassino (The Minus Man) (1999)

### Produttore
- Blade Runner (1982)

### Sceneggiatore
- Blade Runner (1982)
- Jamaica Cop (The Mighty Quinn) (1989)
- The killer - ritratto di un assassino (The Minus Man) (1999)
- Blade Runner 2049, regia di Denis Villeneuve (2017)